# Kunst und Kultur in Nordrhein-Westfalen
Die Förderung von Kunst und Kultur in Nordrhein-Westfalen ist in der Landesverfassung als ein Staatsziel festgeschrieben. Alleine durch die bloße Einwohnerzahl des Landes hat Nordrhein-Westfalen eine Vielzahl Kulturschaffender. In Nordrhein-Westfalen leben geschätzte 30.000 Künstler. Im Gebiet des heutigen Landes wurden unter anderem Peter Paul Rubens, Ludwig van Beethoven und Joseph Beuys geboren.
Kennzeichnend für die Kunst- und Kulturszene Nordrhein-Westfalens ist ihre Vielfältigkeit und ihr Polyzentrismus. Gründe dafür liegen unter anderem in den ausgeprägten regionalen Unterschieden des Landes in kulturräumlicher Sicht und in der Landesgeschichte, die das Entstehen einer monozentrisch dominierenden Metropole oder Residenzstadt nicht ermöglichte. Bedeutende Kultureinrichtungen finden sich daher über das Land verteilt. Die Arbeiterkultur bildete eine der Wurzeln für den Wandel des Ruhrgebiets von einer reinen Industrieregion hin zu einer „Kulturmetropole“, die ihre Industriekultur aber weiter als wichtigen Bestandteil ihrer kulturellen Identität sieht. 2010 war das Ruhrgebiet Kulturhauptstadt Europas.
Düsseldorf und Köln sind bekannt als Zentren der Kunst, des nationalen und internationalen Kunsthandels sowie als Standorte bedeutender Kunstsammlungen, darunter in Düsseldorf die Kunstsammlung Nordrhein-Westfalen und das Museum Kunstpalast, in Köln die Gemäldegalerie Wallraf-Richartz-Museum & Fondation Corboud sowie das Museum Ludwig. In Dortmund befindet sich das Museum Ostwall, in Wuppertal das Von-der-Heydt-Museum, in Mönchengladbach das Museum Abteiberg. Essen ist Standort des Museums Folkwang. Auf der Museumsmeile in Bonn befinden sich mit dem Kunstmuseum Bonn und der Kunst- und Ausstellungshalle der Bundesrepublik Deutschland zwei der bedeutendsten Kunstmuseen des Landes. Zu den bedeutendsten Theaterbühnen Deutschlands zählen das Schauspielhaus Bochum und das Schauspiel Köln. Die bekanntesten Opernhäuser sind die Oper Köln sowie die Deutsche Oper am Rhein. Das Theater Dortmund stellt eines der großen Dreispartenhäuser in Deutschland dar. Die Kölner Philharmonie zählt zu den bekanntesten Konzerthallen des Landes. Bekannteste Kunsthochschulen sind die Kunstakademie Düsseldorf, die Hochschule für Musik Detmold und die Folkwang Universität der Künste.
Eine besondere kunstgeschichtliche Bedeutung erlangte Düsseldorf als Ort künstlerischer Entwicklungen. Mit der von Johann Wilhelm von der Pfalz ab 1709 erbauten Gemäldegalerie Düsseldorf, einem der frühesten selbständigen Museumsbauten Europas, wurde der Grundstein einer Entwicklung zu einer Kunstmetropole gelegt. Um 1762  etablierte der Galeriedirektor Lambert Krahe dort eine Zeichenschule, aus der später die Kunstakademie Düsseldorf hervorging. Zu den von Düsseldorf ausgehenden Konzepten, Künstler- und Kunstbewegungen zählen etwa die Düsseldorfer Malerschule, der Sonderbund, Das Junge Rheinland, der Kapitalistische Realismus, ZERO, Fluxus, der Erweiterte Kunstbegriff, der Elektropop bzw. Synthie-Pop von Kraftwerk und die Düsseldorfer Photoschule.

## Museen und Ausstellungen

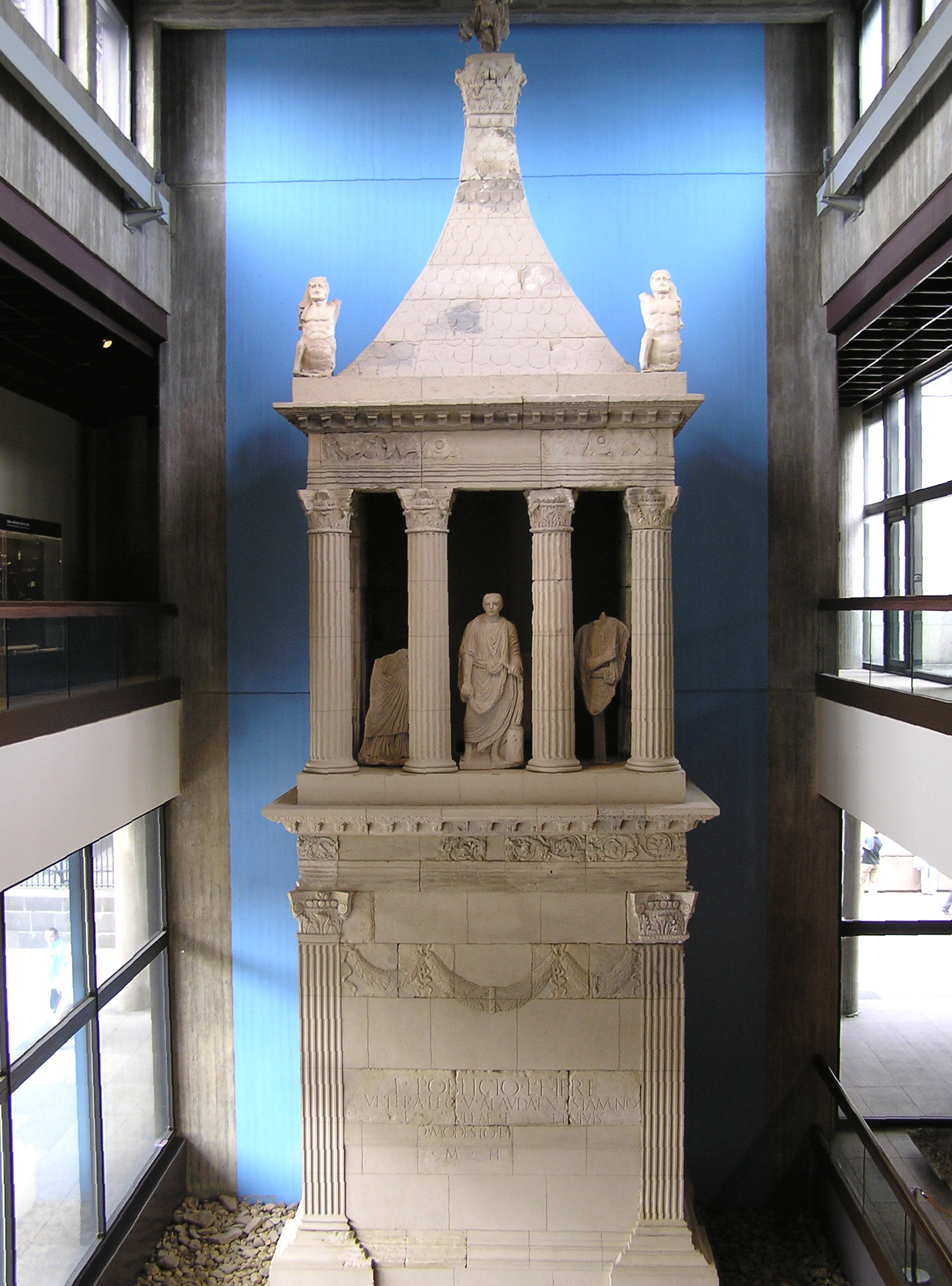
Von Gundolf Precht rekonstruiertes Grabmal des Poblicius aus dem römischen Köln im Römisch-Germanischen Museum

Nach einer Erhebung des Instituts für Museumsforschung verfügte Nordrhein-Westfalen im Jahr 2004 über insgesamt 683 allgemein zugängliche und nicht ausschließlich kommerzielle Museen, darunter 253 Volkskunde- und Heimatkundemuseen, 105 Kunstmuseen, 43 Naturkundemuseen, 113 Naturwissenschaftliche und technische Museen 39 historische und archäologische Museen sowie über 100 kulturgeschichtliche Spezialmuseen. Die 528 Museen, die Besucherstatistiken lieferten, meldeten für 2004 etwa 14,7 Mio. Besucher.
Die bekanntesten Kunstmuseen des Landes sind die Bundeskunsthalle (Bonn), das Kunstmuseum Bonn, die Kunstsammlung Nordrhein-Westfalen (Düsseldorf), das Wallraf-Richartz-Museum (Köln), der Museum Kunstpalast (Düsseldorf), das Museum Ostwall (Dortmund), das Museum Folkwang (Essen), das Museum Ludwig (Köln), das Museum Abteiberg (Mönchengladbach), die Kunsthalle Bielefeld, das Von der Heydt-Museum (Wuppertal) und das MARTa Herford. Seit dem Ende der 1960er-Jahre prägt eine große Anzahl von Galerien die Kulturlandschaft Kölns, das damit zu den wichtigsten internationalen Kunsthandelsplätzen gehört. Außerdem findet in Köln jährlich Kunstmessen Art Cologne und Cologne Fine Art statt. Eine bedeutende Skulpturensammlung ist die Skulpturensammlung Viersen.
Eines der meistbesuchten Museen ist das Haus der Geschichte in Bonn zur Geschichte der Bundesrepublik. Einblick in die Industriegeschichte des Landes Nordrhein-Westfalen vermitteln u. a. das Deutsche Bergbau-Museum Bochum, das Deutsche Tabak- und Zigarrenmuseum (Bünde) und das Westfälische Industriemuseum mit acht Standorten sowie das Rheinische Industriemuseum mit sechs Standorten. Zahlreiche alte Anlagen der Montanindustrie „entlang der Route der Industriekultur“ können mittlerweile besichtigt werden. Herausragend sind der Landschaftspark Duisburg-Nord, die Zeche Zollern in Dortmund und die Zeche Zollverein in Essen, auf deren Gelände weitere Museen, darunter das Red Dot Design Museum für Industriedesign, untergebracht sind. Die drei Landesteile präsentieren ihre Kultur darüber hinaus jeweils in weiteren Museen. Dazu zählen das Rheinische Landesmuseum Bonn, das LVR-Freilichtmuseum Kommern, die LWL-Freilichtmuseen Detmold und Hagen, das LWL-Museum für Kunst und Kultur (Münster) und das Lippische Landesmuseum (Detmold). Das Heinz Nixdorf MuseumsForum (Paderborn) ist eines der größten Computermuseen der Welt, das Archäologische Freilichtmuseum Oerlinghausen das „älteste Germanengehöft“ der Welt. Die meisten der aufgezählten Einrichtungen in Bonn sind in der Museumsmeile zusammengeschlossen, zu dem noch weitere Museen gezählt werden, u. a. das bekannte Naturkundemuseum Koenig. In Düsseldorf befindet sich das Aquazoo – Löbbecke Museum und im Neandertal vor den Toren der Stadt das Neanderthal Museum, welches die Evolution des Menschen behandelt.
Über die römische Geschichte informieren das Westfälische Römermuseum Haltern, das Römisch-Germanische Museum (Köln) sowie der Archäologische Park Xanten.
Das Städtische Gustav-Lübcke-Museum Hamm stellt eine der größten altägyptischen Sammlungen Deutschlands aus.
Das Deutsche Fußballmuseum wurde 2015 als offizielles nationales Fußballmuseum des Deutschen Fußball-Bundes (DFB) in Dortmund eröffnet.  Es soll lebendiger Erinnerungs- und Erfahrungsort deutscher Fußballgeschichte sein. Dabei steht die Information über fußballhistorische Ereignisse und die Entwicklung des Sports ebenso im Mittelpunkt wie soziale und gesellschaftliche Themen rund um den Fußballsport.
Siehe auch: Liste der Museen in Nordrhein-Westfalen, Museumsbauten in Nordrhein-Westfalen

## Theater

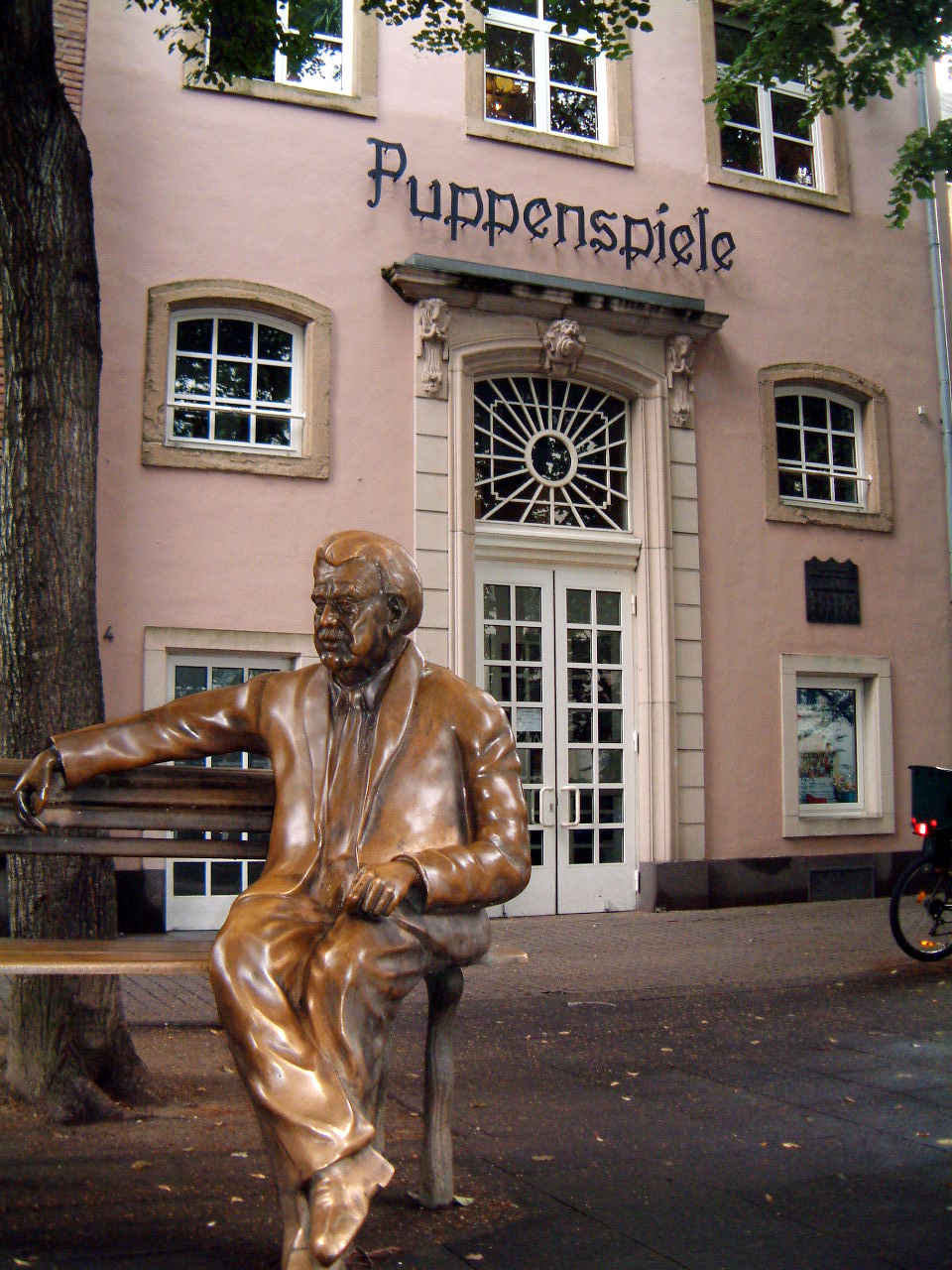
Denkmal für den populären rheinischen Volksschauspieler Willy Millowitsch vor dem in Köln ebenso legendären Hänneschen-Theater

Die Neue Philharmonie Westfalen, eines der drei Landesorchester, in der Kölner Philharmonie

Das Schauspielhaus Bochum ist eine der renommiertesten Bühnen für Sprechtheater in Deutschland. Eines der großen Fünfspartenhäuser ist das Theater Dortmund. Das lippische Landestheater Detmold ist ein Dreispartenhaus und das größte Tourneetheater Europas. Daneben zählen auch die Opernhäuser in Köln, Dortmund, Essen und in Düsseldorf/Duisburg zu den bekanntesten ihrer Art in Deutschland. Eine der ältesten städtischen Häuser sind die Städtischen Bühnen Münster. Die weiteren Landestheater sind das Rheinische Landestheater in Neuss, das Westfälische Landestheater in Castrop-Rauxel und das Landestheater Burghofbühne in Dinslaken. Kleinere aber doch sehr populäre Bühnen sind beispielsweise das Düsseldorfer Kom(m)ödchen oder das Hänneschen-Theater in Köln. Daneben gibt es auch ungewöhnliche Spielstätten wie die Balver Höhle und die zahlreichen Freilichtbühnen. Dazu zählen die Naturbühne Hohensyburg, die Freilichtbühne Bökendorf oder die Südwestfälische Freilichtbühne Freudenberg. Die Ruhrfestspiele sind die wohl bekanntesten Theaterfestspiele des Landes. Mit der Waldbühne Heessen in Hamm befindet sich auch das besucherstärkste Amateur-Freilichttheater Deutschlands in Nordrhein-Westfalen.
Neben den Balletten an den genannten Opernhäusern gibt es zahlreiche weitere Tanzensembles. Weltbekannt ist das Wuppertaler Tanztheater, bis zu ihrem Tod unter Leitung von Pina Bausch. Darüber hinaus gibt es in Nordrhein-Westfalen eine sehr aktive Freie Tanzszene mit mehr als 100 freischaffenden Choreographen und Tanzkompanien. Weiterhin sind zu nennen das Tanzhaus NRW (Düsseldorf) und das Choreographische Zentrum NRW, das auch das Performing Arts Choreographisches Zentrum (PACT Zollverein) auf dem Gelände der Zeche Zollverein in Essen bespielt. Neben diesen beiden Zentren gibt es noch die Mittelzentren Bonn mit dem Theater im Ballsaal/Brotfabrik Theater, Münster mit dem Pumpenhaus und Mülheim an der Ruhr mit dem Ringlokschuppen.
Das bekannteste kommerzielle Musical des Landes ist Starlight Express in Bochum.

## Musik
Die Heimat Ludwig van Beethovens hat drei Landesorchester: die Neue Philharmonie Westfalen, die Philharmonie Südwestfalen und die ostwestfälische Nordwestdeutsche Philharmonie. Daneben gibt es eine große Anzahl freier Ensemble und 15 kommunale Sinfonieorchester. Dazu zählen das Kölner Gürzenich-Orchester, das Beethoven Orchester Bonn, die Dortmunder Philharmoniker und die Düsseldorfer Symphoniker. Bekannt sind außerdem die Orchester des WDR (u. a. das WDR Sinfonieorchester Köln, Rundfunkorchester und die WDR Big Band). Große Spielstätten sind die bereits genannten Häuser der großen Schauspielhäuser. Darüber hinaus sind beispielsweise die Tonhalle Düsseldorf, die Kölner Philharmonie, das Anneliese Brost Musikforum Ruhr in Bochum, die Rudolf-Oetker-Halle in Bielefeld, die Beethovenhalle in Bonn, das Konzerthaus Dortmund und die Philharmonie Essen zu nennen. In der Viersener Festhalle finden jährlich die internationale Jazz Festival Viersen statt, in Bonn das Internationale Beethovenfest, in Moers das Moers Festival und in Witten die Wittener Tage für neue Kammermusik. Bis 2003 fand in Köln die Popkomm statt.
Im Chorverband Nordrhein-Westfalen sind mehr als 3000 Chöre mit rund 250.000 Mitgliedern organisiert. Dazu gehört auch der landesweit und international agierende Landesjugendchor Nordrhein-Westfalen. Weitere bekannte Chöre sind der Kölner Männer-Gesang-Verein, der Kölner Domchor und der Bach-Verein Köln. Auch der WDR hat mit dem WDR Rundfunkchor Köln einen eigenen Chor. In den Karnevals- und Schützenvereinen sind unzählige Musikkorps und Spielmannszüge integriert. Zur Tradition der Bergleute im „Revier“ gehören die zahlreichen Bergmannschöre.
Das Land finanziert die staatlichen Musikhochschulen: die Hochschule für Musik Detmold, die Robert Schumann Hochschule Düsseldorf, die Folkwang Universität der Künste in Essen, die Musikhochschule Köln sowie das Orchesterzentrum NRW in Dortmund.
Im Bereich der Popmusik im weiteren Sinne zählt der Ballungsraum Rhein-Ruhr neben Berlin, Hamburg und München zu den vier wichtigsten Musikstandorten Deutschlands. Düsseldorf verfügt über eine besonders erfolgreiche und bunte Musikszene. So kommen Die Toten Hosen, die Pioniere elektronischer Musik Kraftwerk, der Volkssänger Heino und Marius Müller-Westernhagen aus der Landeshauptstadt. Künstler wie der aus dem Ruhrgebiet stammende Herbert Grönemeyer oder die fest im rheinischen Brauchtum verankerten Willi Ostermann, die Bläck Fööss oder Die Höhner sind wichtige Träger der regionalen Identität der jeweiligen Region. Von 2006 bis 2010 fand die Technoparade Loveparade im Ruhrgebiet statt. Außerdem ist der Ballungsraum durch seine Bands wie Kreator umfassende Metalszene bekannt.
Die Blasmusik ist vertreten durch den Blasmusikverband Nordrhein-Westfalen.

## Weitere Kulturveranstaltungen
Mit dem wirtschaftlichen Strukturwandel an Rhein und Ruhr erfuhr auch die Kulturszene im Kernraum des Landes einen Aufschwung. Das Ruhrgebiet bzw. Essen präsentierte sich 2010 unter der Bezeichnung RUHR.2010 als erste nordrhein-westfälische Stadt als Kulturhauptstadt Europas. Das Ruhrgebiet als Kulturregion präsentiert sich daneben regelmäßig auf den Ruhrfestspielen und der Ruhrtriennale. Ein bekanntes Literaturfestival ist die Lit.Cologne. Bekannt sind außerdem die Internationalen Kurzfilmtage in Oberhausen. Ein weiterer Festakt ist der Nordrhein-Westfalen-Tag, auch kurz NRW-Tag genannt. Diese alle zwei Jahre stattfindende Feier anlässlich der Gründung des Bundeslandes Nordrhein-Westfalen am 23. August 1946 findet jedes Jahr in einer anderen Stadt Nordrhein-Westfalens statt. In zahlreichen nordrhein-westfälischen Städten sind zudem Poetry Slams ein fester Bestandteil der Veranstaltungskalender, einmal jährlich finden in wechselnden Städten vor ausverkauften Schauspielhäusern und Theatern die nordrhein-westfälischen Slam-Meisterschaften (NRW-Slam) statt.